# 覚王寺 (愛知県扶桑町)
覚王寺（かくおうじ）は、愛知県丹羽郡扶桑町にある臨済宗妙心寺派の仏教寺院。

## 概要
山号は金華山、本尊は十一面観音。本堂、庫裏、大日堂、鐘楼、山門の5棟が国の登録有形文化財に登録されている。

## 歴史
1330年（元徳2年）の創建で、天台宗に属していた。文明年間に焼失したが、本尊のみ難を逃れ、今も寺宝として安置されている。十四世友峰宗益は、
1510年（永正7年）9月、村の北端北海道（現在の扶桑町立高雄小学校の西南）の地に寺を再建し、金華山覚王寺と称し、臨済宗に改宗。友峰和尚を開山として山那の龍泉寺の末寺となった。
1729年（享保14年）、研宗和尚の時、現在地に移転された。
2005年（平成17年）7月12日、本堂、庫裏、大日堂、鐘楼、山門の5棟が国の登録有形文化財に登録された。

## 文化財

### 登録有形文化財
いずれも2005年（平成17年）7月12日登録。
- 本堂 - 文化11年（1814年）竣工。
- 庫裏 - 天保11年（1840年）竣工。
- 大日堂 - 寛政6年（1794年）竣工。
- 鐘楼 - 1934年（昭和9年）竣工。
- 山門 - 1902年（明治35年）竣工。

### ギャラリー
- 本堂
- 庫裏
- 大日堂
- 鐘楼
- 山門

## 旧覚王寺跡
現在、高雄南屋敷にある金華山覚王寺は、かつて下野村堀の内にあった。今の扶桑町高雄北海道の南の名古屋鉄道の線路が敷かれているあたりである。
この織田街道沿いの堀の内は、犬山城攻めの織田信長軍の進撃路に当たっていて、犬山方の武士はこの寺などを拠点として戦った。その兵火のため、旧覚王寺は炎上したと思われる。今の覚王寺は、大三世友峰宗益が再興した寺であり、炎上後今の地に移って再建されたとされている。覚王寺にある鐘の銘文に「天文永禄之蜂起」の文字がある。天文永禄の蜂起によって寺の鐘が失われたので、新たに鋳造したことを表したものである。
なお、当時この地域の主要な道路としては、織田街道、柳街道などがあるが、天正4年の記録によるとこれらの道幅は本街道で三間二尺（約6m）、脇海道二間二尺、在所道は一間とあり、狭くて大軍の移動には障害が多かったと推察される。

## 所在地
- 〒480-0102：愛知県丹羽郡扶桑町高雄南屋敷135